# Enrique Metinides
Jaralambos Enrique Metinides Tsironides (Ciudad de México, 12 de febrero de 1934-Ciudad de México, 10 de mayo de 2022), conocido como Enrique Metinides, fue un fotógrafo mexicano. Su trabajó fotográfico de nota roja, que realizó de 1949 a 1979 para varios tabloides, le dio reconocimiento como retratista.

## Biografía y carrera

### Primeros años
Hijo de padres griegos, inició tomando fotografías de accidentes viales a los 10 años con una cámara que su padre, quien fue pintor, le obsequió. Trabajó inicialmente como ayudante de un fotógrafo para el periódico sensacionalista La Prensa, para el que trabajó posteriormente por varias décadas. Contó con un permiso especial de la Cruz Roja Mexicana para trabajar e incluso creó el sistema de claves radiales que se usa en la actualidad.

### Trayectoria como fotógrafo
Expuso sus fotografías en Casa de América, Madrid, España; la Central de Arte Guadalajara, Guadalajara, México; The Photographers' Gallery en Londres, Reino Unido;  la Galería Anton Kern de Nueva York y recientemente en el Foto Museo Cuatro Caminos y el Museo del Estanquillo de la Ciudad  de México.  
Una de sus fotografías más famosas es la de Adela Legarreta Rivas, una mujer que fue atropellada por un Datsun en 1979, la cual explica en buena medida el estilo de Metinides: la exposición de emociones de situaciones límite de tragedias humanas, tomadas con talento y recursos artísticos fotográficos. La toma fue hecha en el cruce de Avenida Chapultepec y Calle Monterrey, en la colonia Roma, en la Ciudad de México.
En sus obras trató de mostrar algo más allá del accidente, inspirándose en las películas antiguas de gánsteres que gustaba de ir a ver al cine cuando era niño.
Publicó el libro 101 Tragedies of Enrique Metinides el cual contiene las imágenes icónicas que el propio fotógrafo ha elegido.

## Muerte
El 10 de mayo de 2022, Metinides falleció en Ciudad de México a los 88 años de edad.